# 마츠토야 유미
마츠토야 유미(일본어: まつとうや ゆみ 마쓰토야 유미[*], 1954년 1월 19일 ~ )는 일본의 여성 싱어송라이터, 작사가 겸 작곡가로 애칭은 유밍(일본어: ユーミン, 영어: Yuming)이다. 1972년 데뷔해 1976년에 결혼하기 전까지는 원래의 성을 사용한 아라이 유미(일본어: 荒井由実)로 활동했다. 다른 아티스트에게 작품을 제공할 때는 구레타 가루호(일본어: 呉田 軽穂)라는 예명을 사용하기도 하는데 이 이름은 스웨덴 출신의 미국의 배우인 그레타 가르보의 이름에서 따온 것이다. 남편은 작곡가이자 음악 프로듀서, 자동차 평론가인 마츠토야 마사타카로, 그녀의 음악 프로듀서이기도 하다.

## 약력

### 성장
1954년 1월, 3남 2녀 중 넷째이자 차녀로 태어났다. 본가는 도쿄 하치오지 시에서 1912년부터 영업해 온 아라이 포목점(荒井呉服店)이다. 6세부터 피아노, 11세부터 샤미센, 14세부터 베이스를 연주하기 시작했다.
중학교 시절 도쿄 미나토 구의 이탈리아 레스토랑 CHIANTI(キャンティ)에 드나들고 있었다. 당시 CHIANTI는 국내외의 문화인이 모이던 살롱 같은 곳으로, 사카모토 류이치나 무라카미 류 등 많은 예술가들이 단골이었다. 그녀는 거의 매일 이 레스토랑에 들렀는데, 사춘기 때부터 이러한 저명인들과 교류한 것은 그녀의 성장을 도와주는 특별한 가치를 가진 것으로 보인다. 훗날 여기 모인 예술가들에 의해 음반사인 알파레코드(アルファレコード)가 탄생하여 그녀가 데뷔하는 계기가 되었다.
고등학교는 릿쿄 여학원 고등학교(立教女学院高等学校)로 진학해, 이 시기에 이곳의 파이프 오르간과 프로콜 하럼을 듣고 큰 충격을 받았다. 또한 미대 입시를 위해 오차노미즈 미술학원(御茶ノ水美術学院)에 다녔는데, 이곳에서 만난 이들을 통해 아르튀르 랭보나 자크 프레베르 같은 작가들을 알게 되고 그들의 작품을 즐겨 읽어 많은 영향을 받았다.
14살 때 당시 친했던 중국인 사업가가 그녀를 '유밍(ユーミン)'이라고 부르기 시작했고, 이것이 훗날 애칭으로 정착한다.

### 아라이 유미의 시대
1971년, 가수 가하시 가츠미(加橋かつみ)에게 〈사랑은 갑자기…〉(愛は突然に…)를 제공하여 17세의 나이로 작곡가로서 데뷔했다. 1972년 4월에는 다마 미술대학에 입학했다.
처음에는 작곡가를 지망했지만, 알파레코드를 설립한 작곡가 무라이 구니히코(村井邦彦)의 권유로 1972년 7월 5일에 싱글 〈답장은 필요없어〉(返事はいらない)를 발매하며 싱어송라이터로서 데뷔했다. 하지만 이 음반은 당시 수백 장밖에 팔리지 않아 나중에는 환상의 데뷔 싱글로 불리게 된다.
1973년 11월 20일에 첫 앨범 《히코키구모》를 발매하고, TBS 라디오의 심야 프로그램 《팩 인 뮤직》을 담당하던 하야시 요시오(林美雄)의 지지를 받고 인지도가 올라 다음 해부터 본격적인 무대에서의 활동도 시작했다. 그녀가 활동을 시작한 때는 미국, 영국의 1960년대 음악의 영향을 받아 포크(뉴 뮤직) 장르를 지향한 이들이 많아지던 시기였으므로 그녀는 이 분야의 개척자라고도 할 수 있다. 초기의 뉴 뮤직은 포크 송의 계보를 이어받으면서도 가사에 있어서는 “다다미 포크”등으로 불리며 조롱당할 정도로, 일상생활의 감정이나 생생한 연애 묘사에 치중한 것이 많았다. 반면에 그녀의 작품은 일상적인 감정을 노골적으로 드러내지 않고 서정적, 시적 가사로 공감을 불러일으켰다. 또한 도시적이고 감각적인 풍경이 연상된다는 것은 당시에는 매우 신선한 일이었으며 지금도 변하지 않는 특징이다. 1975년 10월에 발매한 싱글 〈그 날로 돌아가고 싶어〉(あの日にかえりたい)는 TBS 드라마 《가정의 비밀》(家庭の秘密)의 주제가가 되어 처음으로 오리콘 차트 1위를 차지했고 (그 전에도 남성 포크 그룹 방방(バンバン)에게 제공한 곡 《딸기 백서를 다시 한 번》(『いちご白書』をもう一度 ) 이 오리콘 차트에서 1위를 획득함), 61만 5천여 장이 판매되어 1976년의 연간 싱글 차트 10위에 오를 정도로 히트하면서 1차 유밍 붐이 일어났다.

### 마츠토야 유미의 시대
1975년 12월에 마츠토야 마사타카와 약혼하고, 1976년 11월 29일에 요코하마 야마테 교회에서 결혼했다. 원래는 은퇴할 생각이었지만, 전업주부가 되는 대신 성을 아라이(荒井)에서 마츠토야(松任谷)로 바꾸어 음악 활동을 계속했다. 마츠다 세이코 등 여러 가수에게 곡을 제공하면서도, 1978년부터 1983년까지는 정규 앨범을 매년 2장씩 발표하는 등, 빠른 속도로 작품을 제작했다. 〈부두를 건너는 바람〉(埠頭を渡る風), 〈DESTINY〉, 〈애인이 산타클로스〉(恋人がサンタクロース), 〈칸나 8호선〉(カンナ8号線), 〈진주 귀걸이〉(真珠のピアス), 〈단데라이온〉(ダンデライオン) 등의 곡은 이 시기에 만들어졌다. 또한 리조트에서의 콘서트라는 스타일을 이 시기에 확립하여 그 분야에서도 개척자가 되었다.
1981년 6월 21일에 발매한 싱글 〈지켜 주고 싶어〉(守ってあげたい)가 69만 5천여 매가 팔려 1981년의 연간 싱글 차트 10위에 올랐고, 2차 유밍 붐이 시작되었다. 〈지켜 주고 싶어〉가 수록된 앨범 《간밤에 만나요》(昨晩お会いしましょう)가 1981년 11월 1일에 발표된 이후 앨범이 17작품 연속으로 오리콘 차트 1위를 차지했다. 특히 1987년작 《다이아몬드 더스트가 사라지기 전에》(ダイアモンドダストが消えぬまに)가 78만 장 판매되며 히트한 것을 시작으로, 1988년에 발매한 《Delight Slight Light KISS》는 159만 장으로 판매량이 급증했다. 1990년작 《천국의 문》(天国のドア)은 일본 아티스트의 앨범으로서는 최초로 출하량이 200만 장을 돌파한다. 그 후로도 1995년작 《KATHMANDU》까지, 1980년대 후반부터 1990년대 중반에 걸쳐 8작품 연속으로 밀리언셀러를 획득한다.
1979년부터는 콘서트의 규모가 커지기 시작해, 살아있는 코끼리를 등장시킨 《OLIVE》, 마술을 선보인 《MAGICAL PUMPKIN》, 엘리베이터를 설치한 《BROWN'S HOTEL》, 분수 쇼를 넣은 《SURF & SNOW》, 30미터짜리 용 모형에 올라탄 《물 속의 ASIA로》(水の中のASIAへ) 등, 연출이 해마다 진화를 거듭했다. 억 단위의 돈을 들여 일본과 해외의 최신 기술을 적극적으로 도입해 콘서트의 범위를 능가하는 새로운 엔터테인먼트를 구현해가기 시작했다. 당시의 인터뷰에서도 "음반으로 돈을 번 만큼, 콘서트를 통해 꿈과 함께 팬들에게 보답하는 것이 나의 역할이다."라고 말했다.
당시 인기가 높던 스키를 소재로 한 영화 《나를 스키에 데려가 줘》(私をスキーに連れてって)의 주제가와 삽입곡을 담당하며, “젊은이의 카리스마”, “연애의 교주”등으로 불렸다. 자주 비교되는 나카지마 미유키의 스타일과 반대로, "중산층 이상이 아니면 이해할 수 없는 세계관", “중산계급의 손에 닿는 꿈”(당시의 음악 평론가의 표현)을 노래하며, 버블 경제로 고조되던 일본 사회의 분위기를 주도했다.
1990년대에 들어서는 정신세계나 민속 음악에도 주목하면서, 싱글 첫 밀리언셀러를 기록한 〈한여름 밤의 꿈〉(真夏の夜の夢)과, 연이어 밀리언셀러를 달성한 〈Hello, my friend〉, 〈봄이여, 오라〉(春よ、来い) 등의 걸작을 낳는다. 1994년 발매된 앨범 《THE DANCING SUN》은 유밍의 정규 앨범 중 최고 판매량인 217만 장을 달성하는 등, 3차 유밍 붐이라고 불릴 정도의 시기였다.
1996년에는 아라이 유미 명의로 활동을 재개한다. 셀프 커버 싱글 《마치부세》(まちぶせ)를 발매하고, 아라이 유미 시절의 동료를 모아 《Yumi Arai The Concert with old Friends》를 개최했다. 이 라이브 앨범 발매 때문에 연말에 항례적으로 발매되었던 앨범의 발매가 몇 달 늦어졌고, 일본의 연례행사로까지 불린 겨울의 앨범 발매부터 여름까지 하는 콘서트 투어의 사이클이 약간 완만해졌다. 1998년에는 마츠토야 유미 시대의 곡으로 구성된 베스트 앨범 《Neue Musik》을 발매했고, 380만 장 판매되며 유밍의 모든 작품 가운데 최고 판매량을 기록했다.
1999년에는 러시아의 서커스 팀과 협력해 콘서트 《샹그리라》(シャングリラ)를 개최한다. 2003년에는 《샹그리라II》(シャングリラII)를, 2007년에는 시리즈 마지막을 장식한 《샹그리라Ⅲ》(シャングリラⅢ)를 개최한다. 이 《샹그리라》 시리즈의 총 제작비는 120억 엔 이상, 총 관객 수는 100만 명에 달했다.

### 2000년대 이후의 활동
2005년 9월, 아이치 엑스포의 폐막 콘서트에서 중국의 아밍과 셰이크, 싱가포르의 딕리, 한국의 임형주와 함께 “마츠토야 유미 with Friends Of Love The Earth”를 결성해 〈Smile again〉을 발표했다. 이 유닛은 홍백가합전에도 출연했으며, 2006년 9월에는 한층 더 확장해 일본의 히라하라 아야카와 FAR EAST RHYMERS, 중국의 샌디 램, 베트남의 미링, 티베트의 유키렌조 자매, 한국의 MC 스나이퍼와 함께 《Friends of Love The Earth 2006》을 개최하기도 했다.
2011년에는 NHK의 음악 프로그램 《SONGS》의 기획의 일환으로, 새롭게 녹음한 〈(모두의) 봄이여, 오라〉(（みんなの）春よ、来い) 1탄을 5월에 디지털 싱글로 발매하고, 11월에는 2탄인 〈(모두의) 봄이여, 오라 2011년 가을 편〉(（みんなの）春よ、来い 2011年秋編)을, 2012년 3월에는 〈(모두의) 봄이여, 오라 2012〉(（みんなの）春よ、来い 2012)를 발매했다. 수익은 전액 동일본 대지진 피해 지역에 기부되었다.
2012년 발매한, 아라이 유미 시대와 마츠토야 유미 시대를 총망라한 베스트 앨범 《일본의 사랑과, 유밍과.》(日本の恋と、ユーミンと。)가 밀리언셀러가 되면서, 누적 음반 판매량이 3000만 장을 돌파했다. 이는 일본의 솔로 가수 및 여성 가수로서는 최초이다.
2013년에는 데뷔 때부터 소속되어 있던 EMI 뮤직 재팬의 인수합병으로 인해, 유니버설 뮤직으로 이적했다. 같은 해에 일본의 학술∙예술 분야 공헌자에게 수여되는 훈장인 자수포장(紫綬褒章)을 받았다.
2015년에는 이시카와현 관광 브랜드 프로듀서에 취임했으며, 2017년에는 도쿄 예술문화 평의회의 위원으로 취임했다. 세타가야구 명예 구민이기도 하다.

## 음반

### 오리지널 앨범
1. 히코키구모（ひこうき雲） (1973년 11월 20일)
2. MISSLIM (ミスリム) (1974년 10월 5일)
3. COBALT HOUR (1975년 6월 20일)
4. 주욘반메노쓰키 (14番目の月, The 14th Moon) (1976년 11월 20일)
5. 단풍새 (紅雀, べにすずめ) (1978년 3월 5일)
6. 유선형'80 (流線形'80) (1978년 11월 5일)
7. OLIVE (1979년 7월 20일)
8. 슬플 정도로 맑음 (悲しいほどお天気, The Gallerry in My Heart) (1979년 12월 1일)
9. 시간이 없는 호텔 (時のないホテル) (1980년 6월 21일)
10. SURF&SNOW (1980년 12월 1일)
11. 물 속의 ASIA로 (水の中のASIAへ) (1981년 5월 21일)
12. 간밤에 만나요 (昨晩お会いしましょう) (1981년 11월 1일)
13. PEARL PIERCE (1982년 6월 21일)
14. REINCARNATION (1983년 2월 21일)
15. VOYAGER (1983년 12월 1일)
16. NO SIDE (1984년 12월 1일)
17. DA·DI·DA (1985년 11월 30일)
18. ALARM à la mode (1986년 11월 29일)
19. 다이아몬드 더스트가 사라지기 전에 (ダイアモンドダストが消えぬまに, before the DIAMONDDUST fades...) (1987년 12월 5일)
20. Delight Slight Light KISS (1988년 11월 26일)
21. LOVE WARS (1989년 11월 25일)
22. 천국의 문 (天国のドア, THE GATES OF HEAVEN) (1990년 11월 23일)
23. DAWN PURPLE (1991년 11월 22일)
24. TEARS AND REASONS (1992년 11월 27일)
25. U-miz (ユーミッズ) (1993년 11월 26일)
26. THE DANCING SUN (1994년 11월 25일)
27. KATHMANDU (カトマンドゥ) (1995년 12월 1일)
28. Cowgirl Dreamin' (1997년 2월 28일)
29. 스유아의 파도 (スユアの波, WAVE OF THE ZUVUYA) (1997년 12월 5일)
30. Frozen Roses (1999년 11월 17일)
31. acacia (アケイシャ) (2001년 6월 6일)
32. Wings of Winter, Shades of Summer (2002년 11월 20일)
33. VIVA! 6×7 (ビバ! シックス バイ セブン) (2004년 11월 10일)
34. A GIRL IN SUMMER (2006년 5월 24일)
35. 그리고 다시 한번 꿈을 꾸게 되겠지 (そしてもう一度夢見るだろう) (2009년 4월 8일)
36. Road Show (2011년 4월 6일)
37. POP CLASSICO (2013년 11월 20일)
38. 우주도서관 (宇宙図書館) (2016년 11월 2일)
39. 심해의 거리 (深海の街) (2020년 12월 1일)

### 셀프커버 앨범
- Yuming Compositions : FACES (2003년 12월 17일)

### 베스트 앨범
- YUMING BRAND (1976년 6월 20일)
- ALBUM (1977년 12월 25일, 지금은 폐반)
- Neue Musik (ノイエ・ムジーク) YUMI MATSUTOYA COMPLETE BEST VOL.1 (1998년 11월 6일)
- sweet,bitter sweet～YUMING BALLAD BEST (2001년 11월 14일)
- Yuming THE GREATEST HITS (2002년 3월 20일, 홍콩 한정 발매)
- SEASONS COLOURS－춘하찬곡집(春夏撰曲集)－ (2007년 3월 7일)
- SEASONS COLOURS－추동찬곡집(秋冬撰曲集)－ (2007년 10월 24일)

### 라이브 앨범
- YUMING VISUALIVE DA・DI・DA (1986년 6월 25일, 한정 발매)
- Yumi Arai The Concert with old Friends (1996년 12월 7일, 한정 발매)

### 싱글
1. 返事はいらない / 빛나는 하늘과 바다를 향해 (空と海の輝きに向けて) (1972년 7월 5일)
2. きっと言える / 비행기구름 (ひこうき雲) (1973년 11월 5일)
3. やさしさに包まれたなら / 마법의 거울 (魔法の鏡) (1974년 4월 20일)
4. 12月の雨 / 히토미오 토지테(瞳を閉じて) (1974년 10월 5일)
5. ルージュの伝言 / 아무것도 묻지 말고서 (何もきかないで) (1975년 2월 20일)
6. あの日にかえりたい / 약간 짝사랑 (少しだけ片想い) (1975년 10월 5일)
7. 翳りゆく部屋 / 벨벳 이스터 (ベルベット・イースター) (1976년 3월 5일)
8. 潮風にちぎれて / 소등비행 (消灯飛行) (1977년 5월 5일)
9. 遠い旅路 / 네비게이터 (ナビゲイター) (1977년 11월 5일)
10. ハルジョオン・ヒメジョオン / 죄와 벌 (罪と罰) (1978년 3월 5일)
11. 入江の午後3時 / 조용한 환상 (静かなまぼろし) (1978년 7월 20일)
12. 埠頭を渡る風 / 캐서린 (キャサリン) (1978년 10월 5일)
13. 帰愁 / 번개의 소녀 (稲妻の少女) (1979년 6월 20일)
14. ESPER / 차린 얼굴로 (よそゆき顔で) (1980년 3월 20일)
15. 白日夢･DAY DREAM / 망설임 (ためらい) (1980년 5월 21일)
16. 星のルージュリアン / 열두 단계의 연인 (12階のこいびと) (1980년 8월 5일)
17. 守ってあげたい / 그레이스 슬릭의 초상 (グレイス・スリックの肖像) (1981년 6월 21일)
18. 夕闇をひとり / A HAPPY NEW YEAR (1981년 11월 1일)
19. ダンデライオン～遅咲きのたんぽぽ / 시간을 달리는 소녀 (時をかける少女) (1983년 8월 25일)
20. VOYAGER～日付のない墓標 / 파란 배로 (青い船で) (1984년 2월 1일)
21. メトロポリスの片隅で / 파자마에 레인코트 (パジャマにレインコート) (1985년 8월 1일)
22. SWEET DREAMS / SATURDAY NIGHT ZONBIES (1987년 11월 5일)
23. ANNIVERSARY～無限にCALLING YOU / 홈워크 (ホームワーク) (1989년 6월 28일)
24. 真夏の夜の夢 / 바람의 스케치 (風のスケッチ) (1993년 7월 26일)
25. Hello, my friend / Good-bye Friend (1994년 7월 27일)
26. 春よ、来い (1994년 10월 24일)
27. 命の花 / 모래의 혹성 (砂の惑星) (1995년 2월 20일, 발매 중지
28. 輪舞曲 (ロンド) / Midnight Scarecrow (1995년 11월 13일)
29. まちぶせ (1996년 7월 15일)
30. 最後の嘘 / 잊혀지고 있던 당신에게 메리크리스마스 (忘れかけたあなたへのメリークリスマス) (1996년 10월 16일)
31. 告白 / Moonlight Legend (1997년 1월 29일)
32. Sunny day Holiday / 꿈 속에서～We are not alone, forever (夢の中で～We are not alone, forever) (1997년 11월 12일)
33. Lost Highway / Spinning Wheel (1999년 11월 3일)
34. PARTNERSHIP / So long long ago (2000년 9월 20일)
35. 幸せになるために / TWINS (2001년 1월 11일)
36. 7 TRUTHS 7 LIES～ヴァージンロードの彼方で / Song For Bride / TUXEDO RAIN / ANNIVERSARY (2001년 4월 25일)
37. 雪月花 / Northern Lights (2003년 2월 5일)
38. ついてゆくわ / 당신에게 닿을 수 있도록 (あなたに届くように) (2005년 6월 1일)
39. 虹の下のどしゃ降りで / Smile again (2006년 2월 15일)
40. 인어공주의 꿈 (人魚姫の夢) / Au Nom de la Rose (2007년 9월 5일)
41. 단스노요우니다키요세타이 (ダンスのように抱き寄せたい) / 바통 릴레이 (バトンリレー) (2010년 5월 26일)
42. 코이오리리스 (恋をリリース) / 새벽의 구름 (夜明けの雲) (2012년 3월 14일)

### 합작 싱글
1. 지금이니까 (今だから) / 지금이니까[Another Version] (今だから[Another Version]) (마쓰토야 유미・오다 가즈마사・자이쓰 가즈오) (1985년 6월 1일)
2. 사랑의 WAVE (愛のWAVE) / 낭만의 전언 (浪漫の伝言) (마쓰토야 유미・이시이 다쓰야) (1992년 11월 9일)
3. Millennium (Yuming+포켓 비스켓) (2000년 1월 21일)
4. Cappuccino (hiroshi fujiwara fear. eric clapton) (2006년 1월 21일)
5. Still Crazy For You (크레이지 캣츠+Yuming) (2006년 4월 12일)
6. Knockin' At The Door (Friends of Love The Earth Project) (2006년 11월 1일)

### 비디오 / DVD
1. YUMING HISTORY (아라이 유미의 세계) (1977년 4월 1일)
2. 1981 Yuming Visual Volume1 (1982년 4월 5일)
3. 1982 Yuming Visual Volume2 (1982년 10월 21일)
4. 컴파트먼트 TRAIN OF THOUGHT (1984년 9월 1일)
5. WINGS OF LIGHT "THE GATES OF HEAVEN" TOUR (1991년 7월 5일)
6. INTO THE DANCING SUN (1995년 9월 11일)
7. Yumi Arai The Concert with old Friends (1996년 12월 20일)
8. YUMING SPECTACLE SHANGRILA 1999 (1999년 12월 8일)
9. YUMING SURF & SNOW in Zushi Marina Vol.16]] (2003년 2월 5일)
10. YUMING SPECTACLE SHANGRILA II (2004년 2월 18일)
11. YUMING Presents 천국의 책방～연화 뮤직DVD (2004년 6월 9일)
12. THE LAST WEDNESDAY TOUR 2006～HERE COMES THE WAVE～ (2007년 3월 7일)

### CD BOX
1. Yumi Matsutoya 1978-1989 (1999년 1월 27일)
2. Yumi Arai 1972-1976 (2004년 2월 18일)

### 헌정 앨범
- Dear Yuming (1999년 9월 22일)
- Queen's Fellows (2002년 12월 11일)
- OVER THE SKY:Yuming International Cover Album (2003년 7월 16일)

### 비공식 베스트 앨범
- YUMING BRAND PART.2 (1979년 10월 25일, 지금은 폐반)
- YUMING BRAND PART.3 (1981년 11월 21일, 지금은 폐반)
- YUMING SINGLES 1972-1976 (1987년 3월 25일, 지금은 폐반)
- YUMING HISTORY (1987년 11월 28일, 지금은 폐반)
- 결정판 아라이 유미 베스트셀렉션 (1990년 9월 11일, 지금은 폐반)
- YUMING COLLECTION (1992년 9월 21일, 지금은 폐반)
- Super Best Of Yumi Arai (1996년 8월 28일)

### 다운로드 한정 싱글
1. Color Of The Moon (Friends of Love The Earth Project feat. 히라히라 아야카・미링・샌디 램・마쓰토야 유미)
2. WAKE UP (RAP+) (Friends of Love The Earth Project feat. HIROSHI FUJIWARA, EDISON CHEN)

### 미발매곡
- 오모이데니사요나라 (思い出にさよなら) (작사 : 아라이 유미, 작곡 : 야마모토 도시히코)
- 아메니케무루마치 (雨にけむる街) (작사 : 미우라 요시코, 작곡 : 마쓰토야 유미)
- KISSIN’CHRISTMAS～크리스마스라서가 아냐～ (KISSIN’CHRISTMAS～クリスマスだからじゃない～) (1986년, 작사 : 마쓰토야 유미, 작곡 : 구와타 게이스케)
- 베니스즈메～아카쓰키노슈프르～ (紅雀～暁のシュプール～) (1993년, 알핀 스키 세계 선수권 모리오카 시즈쿠이 시 대회 테마송)
- STAY AS FRIENDS (2000년, 작사 : 마쓰토야 유미・스기 마사미치・마나・이와사키 사쓰야, 작곡 : 이와사키 사쓰야)
- 도라곤도라노테마 (ドラゴンドラのテーマ) (2002년, 곡명 불명, 나에바 프린스 호텔 CM곡)

## 공연

### 콘서트 투어
- 1976년 3월 13일 ~ 5월 30일 《아라이 유미 전국 종단 콘서트》 (31회)
- 1977년 11월 9일 ~ 12월 25일 《마쓰토야 유미 전국 종단 콘서트》 (14회)
- 1978년 10월 12일 ~ 12월 25일 《YUMING EXPRESS》 (21회)
- 1979년 6월 3일 ~ 7월 30일 《OLIVE》 (23회)
- 1979년 9월 18일 ~ 1980년 3월 26일 《MAGICAL PUMPKIN～마법의 호박 이야기～》 (36회)
- 1980년 5월 11일 ~ 7월 23일 《BROWN'S HOTEL》 (32회)
- 1980년 10월 7일 ~ 1981년 2월 22일 《SURF & SNOW～수정을 봤던 이야기～》 (30회)
- 1980년 9월 29일 《SURF & SNOW》 (1회)
- 1981년 5월 19일 ~ 9월 11일 《물 속의 ASIA로》 (44회)
- 1981년 12월 17일 ~ 1982년 4월 25일 《어젯밤 만나요》 (56회)
- 1982년 8월 31일 ~ 9월 2일 《WONDERFULL MOON～가지 말아요 여름방학～》 (3회)
- 1982년 9월 13일 ~ 1983년 2월 6일 《PEARL PIERCE～어서와요 빛나는 시간으로～》 (60회)
- 1983년 3월 15일 ~ 4월 7일 《WONDERFULL MOON》 (마쓰토야 유미・스기 마사미치・스도우 가오루) (10회)
- 1983년 7월 6일 ~ 1984년 2월 9일 《REINCARNATION》 (60회)
- 1984년 9월 13일 ~ 1985년 2월 3일 《YUMING BLOOD》 (66회)
- 1985년 11월 11일 ~ 1986년 4월 26일 《YUMING VISUALIVE DA・DI・DA》 (66회)
- 1986년 11월 18일 ~ 1987년 6월 5일 《YUMING VISUALIVE ALARM à la mode》 (67회)
- 1987년 12월 4일 ~ 1988년 6월 9일 《DIAMOND DUST》 (74회)
- 1988년 11월 30일 ~ 1989년 4월 5일 《Delight Slight Light KISS》 (31회)
- 1989년 12월 5일 ~ 1990년 6월 29일 《LOVE WARS》 (67회)
- 1990년 12월 4일 ~ 1991년 4월 28일 《天国のドア》 (34회)
- 1991년 12월 4일 ~ 1992년 6월 20일 《DAWN PURPLE》 (65회)
- 1992년 12월 21일 ~ 1993년 6월 26일 《TEARS AND REASONS》 (47회)
- 1993년 12월 20일 ~ 1994년 6월 23일 《U-live》 (66회)
- 1994년 12월 19일 ~ 1995년 6월 8일 《THE DANCING SUN》 (39회)
- 1995년 12월 18일 ~ 1996년 6월 23일 《KATHMANDU PILGRIM》 (63회)
- 1997년 1월 10일 ~ 5월 25일 《Strollin' Cowgirl》 (26회)
- 1998년 1월 9일 ~ 7월 12일 《LEGEND OF THE ZUVUYA》 (55회)
- 1999년 6월 12일 ~ 8월 22일 《YUMING SPECTACLE SHANGRILA》 (44회)
- 1999년 12월 20일 ~ 2000년 7월 6일 《FROZEN ROSES》 (79회)
- 2001년 7월 6일 ~ 10월 27일 《acacia》 (29회)
  - 2002년 5월 5일 《acacia 홍콩 콘서트》 (1회)
- 2003년 6월 7일 ~ 9월 15일 《YUMING SPECTACLE SHANGRILA II～얼음의 혹성～》 (51회)
  - 2003년 10월 10일 ~ 10월 11일 《YUMING SPECTACLE SHANGRILA II in Hong Kong》 (2회)
- 2004년 12월 21일 ~ 2005년 6월 17일 《VIVA! 6×7》 (60회)
- 2006년 4월 14일 ~ 8월 13일 《THE LAST WEDNESDAY～HERE COMES THE WAVE～》 (22회)
- 2007년 6월 30일 ~ 9월 17일 《YUMING SPECTACLE SHANGRILA III》 (38회)
- 2009년 4월 10일 ~ 11월 4일 《CONCERT TOUR TRANSIT 2009》 (69회)
- 2011년 4월 15일 ~ 11월 11일 《CONCERT TOUR 2011 Road Show》 (73회)
- 2012년 11월 28일 ~ 12월 12일 《Back to the Beginning》 (7회)
- 2013년 11월 20일 ~ 2014년 7월 18일 《POP CLASSICO TOUR 2013-2014》 (64회)

### 리조트 콘서트
- 1978년 8월 28일, 1981년 8월 2일, 1982년 7월 25일 《하야마 마리나・섬머 리조트 콘서트 vol.1～3》
- 1983년 ~ 1989년, 1991년, 1993년, 1995년, 1997년, 2000년, 2002년, 2004년 《SURF & SNOW in Zushi Marina vol.4～17》
- 1981년 8월 22일 ~ 8월 23일 《섬머 리조트 콘서트 인 가루이자와》
- 1981년 ~ 2007년 《SURF & SNOW in Naeba vol.1～27》

### 주요 이벤트
- 1973년 ~ 1983년 단독 콘서트・조인트 콘서트・학원제 등
- 1978년 6월 3일・6월 10일・6월 27일・6월 29일 《대중적 시사 가극》 (4회)
- 1983년 ~ 1988년 《신 사쿠라마루 Merry Christmas from YUMING vol.1～6》
- 1985년 6월 15일 《ALL TOGETHER NOW》
- 1989년 ~ 1991년 《후지마루 Merry Christmas from YUMING vol.7～9》
- 1996년 8월 13일 ~ 8월 15일 《Yumi Arai the Concert with old Friends》 (3회)
- 1998년 10월 28일・10월 30일 《도쿄 골프클럽 50주년 기념 콘서트 Jazz Night / Orchestra Night》 (2회)
- 1999년 5월 15일, 2001년 6월 16일, 2004년 6월 5일 《Internet Home Live vol.1～3》
- 2000년 11월 1일 《Brothers & Sisters》
- 2003년 1월 31일 《Yuming Tribute Concert Queen's Fellows》
- 2005년 4월 8일・4월 9일 《The Session at stella ball》 (2회)
- 2005년 9월 23일 《YUMING Love The Earth Final
- 2005년 11월 15일 《미대생 유미, 다마 미대에 유밍이 돌아온 날》
- 2005년 12월 22일 《실크로드 콘서트》
- 2006년 9월 17일 《Friends of Love The Earth 2006》

## 오리콘 기록
- 아티스트 총 판매량: 역대 8위 (3993만 장)
- 앨범 총 판매량: 역대 3위, 솔로∙여성 1위 (3135만 장)
- 앨범 1위 획득 수: 역대 2위, 솔로∙여성 1위 (24작품)
- 앨범 1위 연속 획득 연수: 역대 1위 (18년 연속)
- 앨범 1위 획득 최고령 기록: 역대 4위, 여성 2위 (64년 3개월, 《유밍으로부터의, 사랑 노래.》 (ユーミンからの、恋のうた。))
- 앨범 판매량 10위권 진입 작품 수: 역대 2위, 여성 1위 (49작품)
- 앨범 연간 판매량 10위권 연속 진입 작품 수: 역대 1위 (14년 연속)
- 싱글 판매량 동시 100위권 진입 작품 수: 역대 2위 (16작품)
- 10년대 1위 획득 수: 역대 1위 (5회, 1970∙1980∙1990∙2000∙2010년대)
- 앨범 밀리언 획득 작품 수: 역대 3위, 솔로∙여성 1위 (10작품)
- 일본인 아티스트 최초로 앨범 200만 장 돌파: 《천국의 문》 (天国のドア)
- 오리콘 사상 첫 앨범 초동 밀리언: 《DAWN PURPLE》
- 역대 앨범 판매량 15위: 《Neue Musik》
- 앨범 연간 판매량 1위 획득 작품: 《Delight Slight Light KISS》 (1989년 연간 1위), 《LOVE WARS》 (1990년 연간 1위), 《천국의 문》 (天国のドア, 1991년 연간 1위)